# Georgina Rodríguez
Georgina Rodríguez Hernández (Buenos Aires; 27 de enero de 1994) es una modelo, empresaria e influencer hispano-argentina, que se dio a conocer como la pareja del futbolista portugués Cristiano Ronaldo en 2016.
Desde entonces ha protagonizado reportajes y revistas de moda, como así ha participado en varios programas de televisión. En 2022 fue lanzado un reality propio llamado Soy Georgina. Así como su excéntrica vida atraída por el lujo y los bolsos de firmas, siempre ha sido muy comentado.

## Biografía
Georgina Rodríguez Hernández nació el 27 de enero de 1994 en Buenos Aires (Argentina), pero vivió toda su vida en Jaca, Huesca (España). Su padre es argentino, de nombre Jorge Rodríguez, y su madre española, Ana María Hernández.
Desde muy pequeña es apasionada del ballet y de la danza, llegando a ir a clases de danza clásica y consiguiendo ser parte del Joven Ballet del Pirineo. Al terminar los estudios secundarios, Georgina se mudó a Reino Unido, en concreto a Bristol, donde trabajó como niñera. En 2016, tras su vuelta a España, trabajó como empleada en una tienda Gucci de Madrid (donde conoció a Cristiano Ronaldo, su actual pareja) durante ocho meses y, después, en la tienda de Prada en El Corte Inglés.
En 2018, obtuvo un título propio en el Curso de Contabilidad Práctica del Centro de Estudios Financieros de la Universidad a Distancia de Madrid.

### Vida privada
Comenzó una relación con Cristiano Ronaldo a mediados de 2016, aunque confirmaron su relación oficialmente un año después. Tuvieron a su primera hija, Alana Martina, en noviembre de 2017, que es la cuarta hija del futbolista. En octubre de 2021, la pareja anunció su segundo embarazo. En abril de 2022 se hizo público el nacimiento de su segunda hija biológica, Bella Esmeralda, y el fallecimiento del hermano mellizo de esta, un varón al que llamaron Ángel. En un post compartido en sus cuentas de Instagram, el 11 de agosto de 2025, después de 9 años de relación, anunciaron su compromiso matrimonial.

## Trayectoria profesional
Angels Project se encarga actualmente de su representación profesional. Durante su carrera, ha trabajado para Grazia, Men's Health, Glamorous y Yamamay, además de haber sido embajadora con la marca de bikinis Pretty Little Things. También ha protagonizado portadas de revistas de moda como Vogue o La Gazzetta dello Sport. Además, gracias a su faceta como modelo, ya en 2018 se convirtió en la española más seguida en la red social Instagram, con la que comenzó una carrera como influencer. En posteriores años, ha logrado alcanzar más de 35 millones de seguidores en la red social.
En noviembre de 2019 acudió a la gala MTV Europe Music Awards y fue la encargada de entregarle un galardón a la cantante española Rosalía. Posteriormente, en febrero de 2020, debutó como presentadora en el Festival de la Canción de San Remo. En octubre de ese año, de desenmascaró como una de las concursantes del programa de Antena 3 Mask Singer: adivina quién canta, donde realizó el papel de León interpretando la canción «Si por mi fuera» de Beret, con quién más adelante interpretó la canción en el escenario del Starlite Festival en Marbella. En esos años, ha acudido también como celebridad invitada a festivales de cine y música de gran trascendencia como el Festival Internacional de Cine de Venecia en su 75, 77 y 78 edición o el Festival de Cannes en 2019 y 2021.
En febrero de 2021 debutó como empresaria para su propia marca de ropa OM By G, la cual agotó las existencias de su primer producto el primer día de su lanzamiento. Además, es administradora y copropietaria (junto a su pareja, Cristiano Ronaldo) de la empresa de injertos capilares Insparya Hair Medical Clinic S.L.
En abril de 2021, se anunció su fichaje para Netflix para la realización de un documental sobre su vida, cuyas grabaciones comenzaron en mayo y que tuvo su primera presentación en el FesTVal de Vitoria. El reality fue lanzado a nivel mundial el 27 de enero de 2022 a través de Netflix.
En 2023 protagonizó el videoclip de la canción «Energía bacana», del cantante colombiano, Sebastián Yatra. A finales de ese mismo año es imagen de Uber Eats, protagonizando en enero de 2024 junto a su hermana Ivana y a otros rostros televisivos el comercial publicitario de la marca.

## Proyectos filantrópicos
Se involucró con la fundación Nuevo Futuro en 2017, a la que sigue ligada en la actualidad, que lucha para que niños y jóvenes desprotegidos y carentes de un ambiente familiar reciban educación y puedan convivir de manera estable. Por su compromiso con dicha asociación ha recibido un premio de la Fundación Starlite. En 2020, en plena pandemia de COVID-19 donó 20 000 mascarillas a la asociación Nuevo Futuro.

## Filmografía

### Televisión
| Año       | Título                                      | Cadena   | Notas                                       |
| --------- | ------------------------------------------- | -------- | ------------------------------------------- |
| 2019      | MTV Europe Music Awards                     | MTV      | Entregadora de premio                       |
| 2020      | Gala del Festival de la Canción de San Remo | Rai 1    | Co-conduttrice                              |
| 2020      | Mask Singer: adivina quién canta            | Antena 3 | primera eliminada (de la primera temporada) |
| 2022–2024 | Soy Georgina                                | Netflix  | Protagonista del documental                 |
| 2023      | El hormiguero                               | Antena 3 | Invitada                                    |

### Videoclips
| Año  | Título           | Artista         |
| ---- | ---------------- | --------------- |
| 2023 | «Energía bacana» | Sebastián Yatra |